# Georges Chehata Anawati

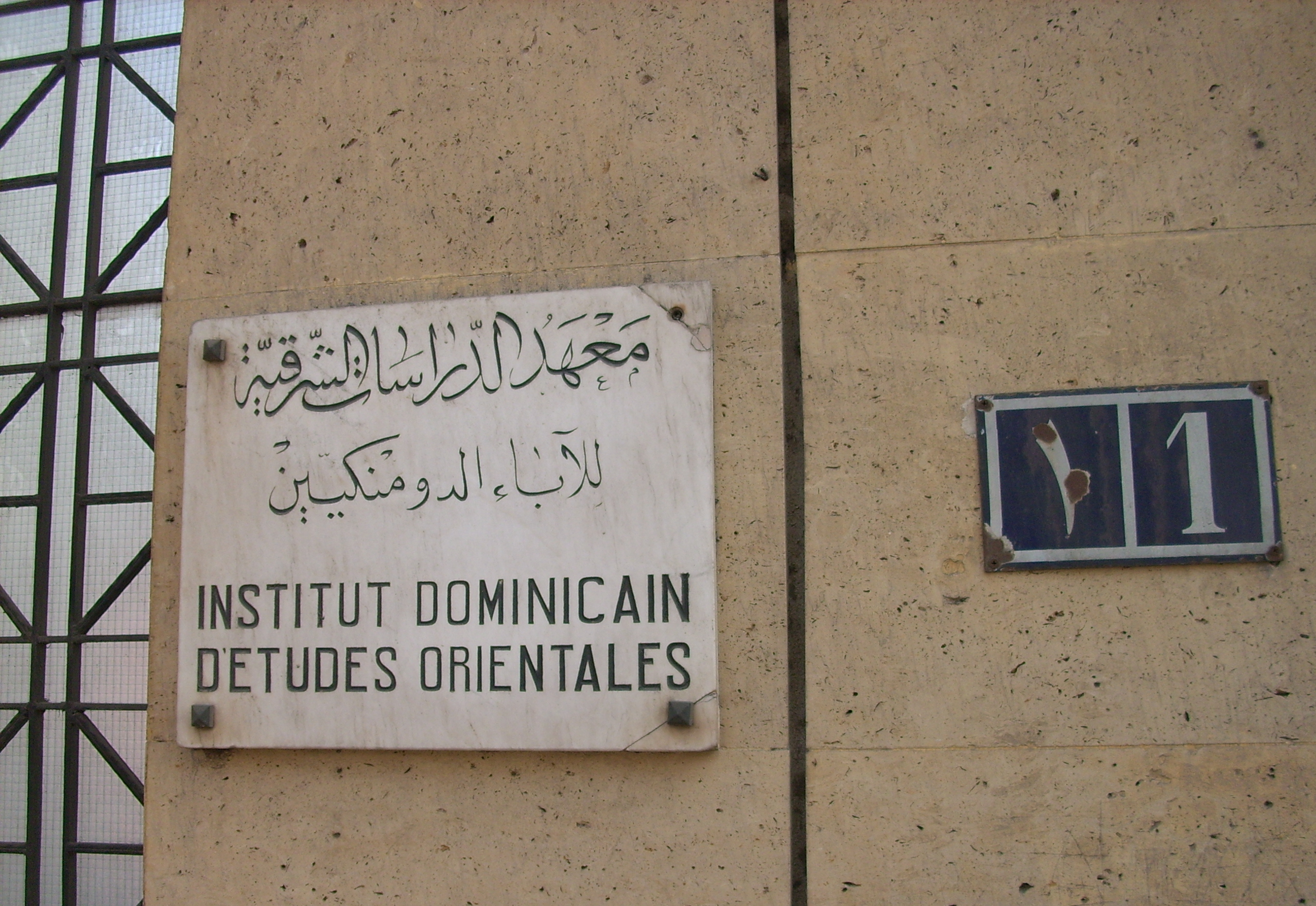
IDEO

Georges Chehata Anawati, né en 1905 à Alexandrie et mort le 28 janvier 1994 au Caire, est un philosophe et chercheur dominicain égyptien, cofondateur de l’Institut dominicain d'études orientales (IDEO) du Caire.

## Biographie
Georges Chehata Anawati naît à Alexandrie en 1905, dans une famille levantine grecque-orthodoxe melkite, originaire de Homs en Syrie,. Éduqué en français chez les Frères des Écoles chrétiennes, il se convertit au catholicisme à l’âge de 16 ans.
De 1923 à 1925, il étudie la pharmacie à l'université Saint-Joseph de Beyrouth. De 1926 à 1928 il se spécialise à Lyon en chimie industrielle. De retour au Caire, il choisit, au terme d'une longue recherche intérieure, d'entrer dans l'Ordre dominicain en 1934, à l'âge de 29 ans.  Il rejoint le Saulchoir, en Belgique. À la fin de ses études, le père Marie-Dominique Chenu lui suggère de se mettre à l'étude de l'islam dans une perspective nouvelle : « non pas certes partir à la conquête de l'islam, ni même convertir ici et là quelques individus séparés par là même de la Communauté musulmane, mais se livrer à l'étude approfondie de l'islam, de sa doctrine, de sa civilisation… ».
Il séjourne 3 ans à Alger afin d’approfondir sa connaissance de l’arabe et de l’islam. Il y fait la connaissance de Louis Gardet avec qui il publiera de nombreux ouvrages dont, en 1948, une Introduction à la théologie musulmane.
Il revient au Caire en 1944 et avec Serge de Beaurecueil et Jacques Jomier œuvre à la création en 1953 de l'Institut dominicain d'études orientales (IDEO) dont la vocation est de mieux connaître le monde de l'islam par sa culture, « en dehors de tout prosélytisme ».
L'un des points culminants de la vie de Georges Anawati fut incontestablement le concile de Vatican II et la déclaration Nostra Ætate sur les religions non chrétiennes, en 1965 à la rédaction de laquelle il fut intimement mêlé. Il est ensuite membre du conseil pontifical pour la culture et religieux.
Il est l’auteur une œuvre impressionnante qui couvre des domaines aussi divers que les études médiévales, l'histoire des sciences arabes et le dialogue islamo-chrétien.
Il meurt le 28 janvier 1994.

### Œuvres
- Introduction à la théologie musulmane : Essai de théologie comparée, par Louis Gardet et Georges Chehata Anawati, Librairie philosophique J. Vrin, Études de philosophie médiévale, 1948, réédition 1981.
- Essai de Bibliographie avicennienne, Direction culturelle de la Ligue arabe, Dar Al-Maaref, Le Caire, 1950.
- Dieu et la destinée de l'homme. Les grands problèmes de la théologie musulmane, par Georges Anawati et Louis Gardet, Librairie philosophique J. Vrin, Études musulmanes, 1967.
- Mystique musulmane : Aspects et tendances, expériences et techniques, par Georges Chehata Anawati et Louis Gardet, Librairie philosophique J. Vrin, Études musulmanes, 1976. Recension.
- Avicenne, La métaphysique du Shifa’, édité et traduit par Georges Anawati, Librairie philosophique J. Vrin, Études musulmanes
- Études de philosophie musulmane, Librairie philosophique J. Vrin, Études musulmanes, 1999.
- Polémique, apologie et dialogue islamo-chrétien. Positions classiques médiévales et positions contemporaines, Euntes Docete, XXII, 1969.
- Islam et christianisme. La rencontre de deux cultures en Occident au Moyen Âge, MIDEO, no 20, 1991, p. 233-299.

### Études
- Maurice Borrmans, Prophètes du dialogue islamo-chrétien : Louis Massignon, Jean-Mohammed Abd-el-Jalil, Louis Gardet, Georges Anawati, Éditions du Cerf, Paris, 2009.
- Jean-Jacques Pérennès, Georges Anawati (1905 - 1994), un chrétien égyptien devant le mystère de l’islam, Éditions du Cerf, Paris, 2008.
- Dominique Avon, Les frères prêcheurs en Orient : Les Dominicains du Caire (années 1910-années 1960), Paris, Cerf, 2005. Recension par Constant Hamès.

### Source
- Jean-Jacques Pérennès, op. cité.